# Ярославский военный округ
Ярославский военный округ — оперативно-стратегическое территориальное общевойсковое объединение Красной армии, существовавшее в апреле 1918 — декабре 1919 года. Штаб округа располагался в Ярославле и Иваново-Вознесенске (сентябрь 1918 — март 1919).
Ярославский военный округ создан 31 марта 1918 года приказом Высшего военного совета.
Первоначально включал территории Владимирской, Костромской, Нижегородской, Петроградской, Псковской, Тверской (до 29 июня 1919) и Ярославской губерний. С образованием в сентябре 1918 года Петроградского военного округа и расформированием Беломорского военного округа в состав Ярославского военного округа входили территории Вологодской, Иваново-Вознесенской, Костромской, Северо-Двинской, Тверской, Ярославской губерний и части Архангельской губернии.
В сентябре 1918 года в Ярославском военном округе начала формироваться 7-я стрелковая Черниговская (бывшая Владимирская) дивизия..
В октябре — ноябре 1918 года в округе было сформировано 3 стрелковые бригады, 1 стрелковый дивизион, при них 6 запасных пехотных батальонов. На конец 1918 года в округе было мобилизовано более 128 тысяч человек, в 1919 году — более 161 тысячи человек.
24 декабря 1919 года расформирован приказом РВСР. Территория передана Московскому, Петроградскому и Приуральскому военным округам. Личный состав окружного комиссариата направлен на формирование управления Харьковского военного округа.
Военные руководители:
- Ливенцев Николай Денисович (12 мая — 26 июня 1918)
- Зайченко Захарий Иванович (26 июня — 28 июля 1918)
- Новицкий Фёдор Фёдорович (28 июля 1918 — 21 января 1919)
- Тележников (22 января — 24 декабря 1919)

Военные комиссары («окрвоенкомы»):
- Аркадьев Василий Павлович (12 мая 1918 — 20 августа 1918)
- Нахимсон Семён Михайлович (30 мая 1918 — 6 июля 1918)
- Фрунзе Михаил Васильевич (21 августа 1918 — 21 января 1919)
- Авксентьевский Константин Алексеевич (22 января — 24 апреля 1919)
- Шарапов Виталий Васильевич (25 апреля — 24 декабря 1919)